# Campeonato Europeu de Halterofilismo de 1999
O Campeonato Europeu de Halterofilismo de 1999 foi a 78ª edição do campeonato, sendo organizado pela Federação Europeia de Halterofilismo, em Corunha, na Espanha, entre 14 a 18 de abril de 1999. Foram disputadas 15 categorias (8 masculino e 7 feminino), com a presença de 144 halterofilistas de 29 nacionalidades.

## Medalhistas

### Masculino
| Evento   | Ouro                        | Ouro     | Prata                        | Prata    | Bronze                       | Bronze   |
| -------- | --------------------------- | -------- | ---------------------------- | -------- | ---------------------------- | -------- |
| 56 kg    | Halil Mutlu · Turquia       | 295,0 kg | Adrian Jigău · Roménia       | 277,5 kg | Ivan Ivanov · Bulgária       | 272,5 kg |
| 62 kg    | Sevdalin Minchev · Bulgária | 317,5 kg | Leonidas Sabanis · Grécia    | 315,0 kg | Nikolaj Pešalov · Croácia    | 312,5 kg |
| 69 kg    | Galabin Boevski · Bulgária  | 352,5 kg | Plamen Zheliazkov · Bulgária | 350,0 kg | Valerios Leonidis · Grécia   | 340,0 kg |
| 77 kg    | Petar Tanev · Bulgária      | 360,0 kg | Gueorgui Markov · Bulgária   | 360,0 kg | Andrzej Kozłowski · Polónia  | 360,0 kg |
| 85 kg    | Marc Huster · Alemanha      | 387,5 kg | Gueorgui Gardev · Bulgária   | 385,0 kg | Dursun Sevinç · Turquia      | 377,5 kg |
| 94 kg    | Szymon Kołecki · Polónia    | 405,0 kg | Akakios Kakiasvilis · Grécia | 402,5 kg | Bünyamin Sudaş · Turquia     | 390,0 kg |
| 105 kg   | Denys Hotfrid · Ucrânia     | 420,0 kg | Mariusz Jędra · Polónia      | 407,5 kg | Martin Tešovič · Eslováquia  | 405,0 kg |
| + 105 kg | Ashot Danielian · Armênia   | 447,5 kg | Ronny Weller · Alemanha      | 437,5 kg | Viktors Ščerbatihs · Letônia | 435,0 kg |

### Feminino
| Evento | Ouro                           | Ouro     | Prata                          | Prata    | Bronze                           | Bronze   |
| ------ | ------------------------------ | -------- | ------------------------------ | -------- | -------------------------------- | -------- |
| 48 kg  | Donka Mincheva · Bulgária      | 175,0 kg | Siika Stoeva · Bulgária        | 175,0 kg | Gemma Peris · Espanha            | 157,5 kg |
| 53 kg  | Izabela Dragneva · Bulgária    | 190,0 kg | Estefanía Juan Tello · Espanha | 177,5 kg | Rebeca Sires Rodríguez · Espanha | 172,5 kg |
| 58 kg  | Neli Yankova · Bulgária        | 195,0 kg | Ingrid Févre · França          | 190,0 kg | Marieta Gotfryd · Polónia        | 187,5 kg |
| 63 kg  | Valentina Popova · Rússia      | 212,5 kg | Ioanna Jatziioannu · Grécia    | 210,0 kg | Guergana Kirilova · Bulgária     | 205,0 kg |
| 69 kg  | Milena Trendafilova · Bulgária | 237,5 kg | Irina Kasimova · Rússia        | 227,5 kg | Beata Prei · Polónia             | 222,5 kg |
| 75 kg  | Radomíra Ševčíková · Chéquia   | 230,0 kg | Şule Şahbaz · Turquia          | 225,0 kg | Karoliina Lundahl · Finlândia    | 225,0 kg |
| +75 kg | Agata Wróbel · Polónia         | 262,5 kg | Albina Jomich · Rússia         | 260,0 kg | Viktoriya Rudenok · Ucrânia      | 235,0 kg |

## Quadro de medalhas
Quadro de medalhas no total combinado
| Ordem | País       | Medalha de ouro | Medalha de prata | Medalha de bronze | Total |
| ----- | ---------- | --------------- | ---------------- | ----------------- | ----- |
| 1     | Bulgária   | 7               | 4                | 2                 | 13    |
| 2     | Polónia    | 2               | 1                | 3                 | 6     |
| 3     | Rússia     | 1               | 2                | 0                 | 3     |
| 4     | Turquia    | 1               | 1                | 2                 | 4     |
| 5     | Alemanha   | 1               | 1                | 0                 | 2     |
| 6     | Ucrânia    | 1               | 0                | 1                 | 2     |
| 7     | Armênia    | 1               | 0                | 0                 | 1     |
| 7     | Chéquia    | 1               | 0                | 0                 | 1     |
| 9     | Grécia     | 0               | 3                | 1                 | 4     |
| 10    | Espanha    | 0               | 1                | 2                 | 3     |
| 11    | França     | 0               | 1                | 0                 | 1     |
| 11    | Roménia    | 0               | 1                | 0                 | 1     |
| 13    | Croácia    | 0               | 0                | 1                 | 1     |
| 13    | Eslováquia | 0               | 0                | 1                 | 1     |
| 13    | Finlândia  | 0               | 0                | 1                 | 1     |
| 13    | Letônia    | 0               | 0                | 1                 | 1     |
| Total | Total      | 15              | 15               | 15                | 45    |